# Blasterjaxx
Blasterjaxx es un dúo de DJs y productores neerlandeses de música electrónica integrado por Thom Jongkind (n. 3 de marzo de 1990) e Idir Makhlaf (n. 23 de octubre de 1991). En las votaciones del DJ Mag en 2014, ocuparon el lugar número 13, su puesto más alto alcanzado hasta la fecha. Actualmente ocupan la posición número 58 según la revista DJ Mag.
Blasterjaxx es muy conocido por sus actuaciones en directo en los principales festivales de música como Tomorrowland y Ultra Music Festival y por su exitoso sencillo "Snake".

## Historia

### Hasta 2012: Creación y comienzos musicales
Mientras que Thom Jongkind (por aquel entonces conocido como DJ Scalix) cursaba sus estudios universitarios, comenzó en paralelo con su amigo Leon Vielvoije (Le Voije) a actuar en diferentes clubes y producir sus primeras canciones. En 2010 decidieron unirse como un dúo y formaron el proyecto "Blasterjaxx". En un inicio comenzaron produciendo remixes no oficiales (bootlegs) centradas en el género Dirty Dutch, cuyo sonido influyo con posteridad en sus actuales producciones de Big Room. Unos meses después del lanzamiento de sus primeros remixes, lanzaron su primera canción oficial La Vaca, bajo el sello discográfico "The Drughouse Recordings". Thom se dio cuenta desde el principio que como dúo hicieron un gran progreso en la producción y que la base de sus seguidores siguió creciendo. Poco después, recibieron la solicitud de un contrato con la disquera "Defected Records", con la que llegaron a un acuerdo.
 Sin embargo, la relación entre los productores comenzó a romperse rápidamente y Vielvoije abandonó el proyecto. Por aquel entonces, Jongkind continuó el proyecto "Blasterjaxx" en solitario. En una entrevista, el dúo dijo que Idir Makhlaf (conocido por aquel entonces como DJ Macosta) visitaba el estudio con frecuencia, fanático de aquellas primeras producciones de Blasterjaxx y quería demostrar su talento allí. Jongkind y su gerente reconocieron el potencial y le ofrecieron a Makhlaf unirse al proyecto por el momento como productor. Esto sucedió a finales de 2011. En colaboración con el productor D-Rashid, lanzaron en 2012 su primer EP titulado Reborn. Las dos canciones incluidas eran: Reborn y Where We Go. En cuestión de días, se posicionó entre las 20 primeras pistas del Top 100 de Beatport.

### 2013: Avance internacional con Faith
En marzo de 2013, lanzaron la canción Bermuda con la que se instalaron con un estilo de mayor calidad en el Big Room. Junto con el productor Dave Till produjeron la canción Rock Like This en la disquera de los hermanos belgas Dimitri Vegas & Like Mike, "Smash the House". Solo un mes después, le siguió Loud & Proud con Billy The Kid esta vez en la disquera de Tiesto (Musical Freedom). También ese mismo verano, dieron luz al EP Koala, describiendo al dúo como un lanzamiento clave para la mejora de sus carreras. 
El 5 de agosto de 2013 produjeron Puzzle en colaboración con Quintino, quien alcanzó el número uno en las listas holandesas un año atrás con su canción Epic. Tres semanas después se publicó un álbum con los remixes oficiales de su EP Koala. En septiembre de 2013, lanzaron el sencillo Faith en el sello discográfico "Ultra Records ", que es cantada por la cantante alemana Ziya. La canción llegó al top 20 en Suecia y se quedó allí durante 27 semanas. Después de poco tiempo, la canción alcanzó el nivel de platino destacando en varios países como los Países Bajos, Alemania y Sudáfrica convirtiéndose en un éxito de internacional.
En particular, la canción fue promovida por el DJ holandés Hardwell , quien luego grabó con el dúo en su sello discográfico "Revealed Recordings". Su debut en "Revealed" fue su canción Fifteen, que Hardwell había editado previamente. Otros éxitos del festival se han lanzado a finales de 2013 con temas como Snake o Our Soldiers . A finales de 2013, el dúo finalmente entró al Top 100 DJ Mag, en el que alcanzaron el número 71.

### 2014: Mystica y su creciente popularidad en los grandes festivales
En 2014 lanzaron la canción Mystica a través del sello discográfico de Hardwell, cuya versión vocal Werewolf le siguió en abril de 2014. Las voces vienen una vez más de Ziya. La canción fue un éxito en toda Europa. Poco después del lanzamiento, estuvieron en la mitad superior de muchas listas de iTunes de Europa Central y el número uno en el Top 100 de Beatport. Además, pudieron ingresar a las listas de éxitos únicas de Austria y Alemania.
Esto fue seguido por todas las apariciones en festivales como el Ultra Music Festival 2014 en Miami, donde dieron a conocer gran número de nuevas canciones, incluyendo la canción de Echo, que poco tiempo después a través de Nicky Romero apareció en el sello discográfico "Protocol Recordings" y la pista Rocket, en colaboración con el dúo de Big Room y Trance W&W. En julio de 2014, llegaron a obtener un millón de seguidores en Facebook. En agradecimiento, publicaron la canción Vision como descarga gratuita.
El 7 de junio de 2014 estrenaron su programa de radio Maxximize On Air en la cadena de radio SLAM! FM.
Además de sus propios lanzamientos, también estuvieron activos como remixers. Remezclaron las canciones Save My Night de Armin van Buuren, More de Laidback Luke y Dimitri Vegas & Like Mike y Adagio For Strings de Tiësto, además de la remezcla de Blasterjaxx para el éxito internacional Tsunami de DVBBS y Borgeous. El dúo recibirá más remixes de la mano de productores como Afrojack, Hardwell, David Guetta y Steve Aoki.
Más tarde el 12 de diciembre de 2014 dieron a conocer la canción I Found You con la voz del cantante estadounidense Courtney Jenae bajo "Spinnin' Records". Blasterjaxx finalizó el año con dos sencillos más en el 2015. Una de ellas la pista Beautiful World, producida conjuntamente con el Dúo de holandés hardstyle D-Block & S-te-Fan. Aunque se suponía que era similar a las colaboraciones entre W&W y Headhunterz (unir dos productores de géneros de como el Big Room y el Hardstyle). De ellos surge una mezcla de Hardstyle y Electro-House, la producción resultó ser una pista predominantemente de Big Room. La canción es cantada por el cantante y compositor estadounidense Ryder, conocido anteriormente por su colaboración con el DJ y productor holandés Dyro. La canción recibió críticas casi exclusivamente positivas y pudo avanzar a hasta la cima de Top 100 de Beatport.
En las votaciones del DJ Mag en 2014, el dúo llegó ocupar el lugar número 13, su puesto más alto alcanzado hasta la fecha.

### 2015: Paro indefinido de Idir Makhlaf y Maxximize
En el Ultra Music Festival en marzo de 2015, tocaron una gran cantidad de nuevas canciones. Incluyendo las pistas Big Bird y Ghost in the Machine en colaboración con MOTi y el cantante y compositor Jonathan Mendelsohn. Este último se anunció para el 3 de julio de 2015. En paralelo, lanzaron la canción Push Play para su descarga gratuita, producido junto con Justin Prime. En abril de 2015, publicaron la pista largamente esperada Forever como sencillo cantada por la cantante Courtney Jenaé. El 1 de junio de 2015, la canción Bowser fue lanzada en el sello discográfico de Hardwell "Revealed Recordings". La canción fue grabada junto con W&W. Ya en el Ultra Music Festival, los dos recibieron críticas muy positivas.
Bajo el título "A message from Idir",se anunció en una publicación de Facebook, que Idir sufrió varios ataques de pánico y también de estrés y que su actual forma de vida tuvo un fuerte impacto negativo en su salud.

“No me sentido bien durante un tiempo. Y cuando digo que un tiempo me refiero a la mayor parte del año pasado. Más o menos me he sentido bastante mal en la mayor parte de los tres años que hemos ido conquistando el mundo con Blasterjaxx pero es sólo recientemente que realmente he sido capaz de identificar lo que ha estado pasando.

Al principio estaba tan atrapado en la locura del éxito instantáneo que no me di cuenta. Bebí más, dormía menos, comía peor ya saben … la “costumbre”. Como resultado sentí – naturalmente – que tenía menos tiempo para hacer ejercicio, hablar con amigos y familiares y también menos tiempo para dedicar las horas necesarios de trabajo de producción.
Me gusta pensar que soy un profesional, por lo que el nivel de estrés al principio lo sentí parte de la presión para mantener todo lo que pasaba como “parte del trabajo”. Y así sigues adelante.  La ansiedad que empecé a sentir cuando se acercaban nuevas fechas era cada vez más grande pero lo hice a un lado – al final de todo era trabajo que hacer …
Aun cuando yo no lo podía ver – Estoy rodeado de un buen equipo de personas, que me fueron señalando que el beber mientras tienes una infección pulmonar y estás tomando antibióticos no era una opción saludable, las excusas que comencé a decir para no conseguir en un vuelo rayan en lo ridículo. Pero todos ellos carecían de sentido para mí en ese momento. Básicamente me estaba convirtiendo en un idiota con las personas que me rodean.
Tratamos todo tipo de cosas para reducir la ansiedad y el estrés, de las giras, tener más tiempo libre, teniendo opciones de viaje más caras pero más relajantes. Construimos un estudio pero nos sentimos perdidos en el camino, compré la casa que necesitaba, me mudé con mi novia de USA a los Países Bajos. Al principio eso ayudó, me sentí mejor, pero la idea de estar de todo me sofocó… Yo no podía pensar con claridad. Me encanta tocar.
Y entonces me dio… mi primer ataque de pánico… no podía respirar… mi cabeza daba vueltas y tenía que subir al escenario en menos de una hora… Yo no sabía si quería desmayarme o vomitar. El doctor vino y me ordenó correr alrededor del lugar un par de veces. Me recetó unas pastillas… el correr me ayudó pero las píldoras se sentían muy bien. ¡ Fue una solución fantástica! ¡Ahora me tomo unas pastillas antes del vuelo también! Y luego ¡BAM! en el coche camino a casa, ni siquiera de gira… otro ataque de pánico… En este punto, yo ni siquiera tenía que hacer muchas más fechas antes de otro mes libre…  Empecé a dormir fuera de casa, ¿qué pasa si las píldoras son la única cosa que me harían seguir adelante?, ¿qué pasa si los fans ven realmente no lo podía hacer, que me estaba volviendo loco?… ¿y si…?, ¿y si …?
En última instancia, fue mi manager quien me sentó y me hizo verme a mi mismo y a mi situación. Hablamos de salud física y mental y cuánto de esto es todavía un tabú en nuestro mundo. Muy pronto que me di cuenta de que realmente no era capaz de continuar con Blasterjaxx y que necesitaba dar un paso atrás y salir de la gira. Física y mentalmente no me conecté a estar en el camino de esta manera y tengo que tomar la decisión correcta antes de que las cosas empiezan a ir mal más allá de un punto de no retorno. No quiero ser uno de esos tipos que cancelan  fechas y terminan en el hospital con «agotamiento». Es una decisión bastante difícil, no sólo para mí sino también para Thom, con el que he compartido todo este viaje con y  me ha apoyado a lo largo de todo esto.
Blasterjaxx siempre seremos Thom y yo, sólo que nuestros papeles cambiarán. A partir de diciembre Thom subirá al escenario como Blasterjaxx  y vamos a continuar con el trabajo de estudio juntos como antes, sólo que yo voy a estar haciendo mi parte estrictamente desde el estudio en casa. 

Sé que voy a estar bien – tengo el mejor socio / equipo y la mayoría de todos los fans en el mundo. Idir”

“Todo el mundo que nos conoce, sabe lo cerca que estamos. Idir y yo somos como hermanos, y aunque estoy triste de que no voy a tenerlo conmigo en el camino todos los días, me estaba matando ver a Idir pasar por lo que estaba pasando y me alegro de que hemos encontrado una solución. Realmente necesitamos esta nueva puesta en marcha para asegurar el crecimiento futuro para Blasterjaxx, permitir que nuestro sonido evolucione a algo aún más grande y mejor para asegurar la resistencia del sonido Blasterjaxx, pero lo más importante para garantizar la salud de Idir. Thom”

 Por ello a principios de diciembre de 2015 abandono los escenarios por un período de tiempo más largo, de modo que Thom Jongkind representará a Blasterjaxx solo en el escenario e Idir Makhlaf asumirá una gran parte del trabajo de estudio.
En paralelo, se anunció el lanzamiento de la tan esperada canción Heartbreak. La pista ya se dio a conocer en 2014 en varias actuaciones. Finalmente, la versión final vino dada con la voz de la cantante y compositora canadiense Delaney Jane. Cabe destacar, que la versión final es una reproducción que se distingue estilísticamente de las anteriores y, alejándose de su estilo habitual centrado en el Big Room, cubriendo también el área del pop. El lanzamiento de la canción tuvo lugar el 30 de noviembre de 2015 y se movió en muy poco tiempo dentro de las primeras 15 pistas de los charts de Beatport. El sencillo es también el primer lanzamiento de su propio sello discográfico "Maxximize Records". El sello es subdivisión de "Spinnin' Records". Las publicaciones sobre "Maxximize" fueron seguidas, entre otros, por Jewelz & Sparks, Timmy Trumpet y Dannic.
En las votaciones del Top 100 DJ Mag 2015 descendieron al puesto 19.

### 2016: Experimentando otros géneros
El 26 de febrero de 2016, Hardwell presentó en su podcast semanal "Hardwell-on-Air" el próximo sencillo del dúo, Soldier, junto con la formación estadounidense de Rock y EDM, Breathe Carolina. También dieron a conocer The Silmarillia una canción de Trance que a su vez es una adaptación de la canción con el mismo nombre de Carlo Resoort publicada en 1998. A principios de agosto de 2016 anunciaron Hit Me, la tercera colaboración con DBSTF, y con la voz de Go Comet!. 
También a principios de agosto de 2016, se lanzó la colaboración con Olly James, estrenada en el Ultra Music Festival 2015. La canción fue anunciada oficialmente por el dúo a sí mismo como Phoenix, sin embargo, se tituló Asteroid en iTunes, que causó confusión. Además, el sencillo  no fue anunciado por ninguno de los intérpretes y actuó como un sello discográfico, la etiqueta desconocida "MMII Music", que no está afiliada con el trío.  Después de no hacer ninguna declaración sobre el lanzamiento, Blasterjaxx publicó una foto en su perfil de Facebook el 29 de junio de 2017 con el subtítulo: ¿Quién recuerda Phoenix? Tanto Makhlaf como James se pueden ver en el estudio, lo que indica la producción de la canción (Finalmente fue publicada a principios del 2018). Más tarde se descubrió que era un plagio y se alertó de ello hasta que finalmente fue retirado. 
En el mismo mes se anunció también Going Crazy en colaboración con Hardwell como sencillo oficial, siendo su segunda colaboración juntos desde Fifteen.
Inspirados en la canción de techno de L.A. Style James Brown Is Dead surgió Big Bird el 3 de octubre de 2016. En septiembre de ese mismo año, Dimitri Vegas & Like Mike anuncia que su canción Insanity producida originalmente en colaboración con Blasterjaxx sería publicada junto con otras 11 canciones como parte de su álbum House of Madness. En el episodio 123 de su podcast semanal Maxximize On Air se pudo escuchar finalmente el resultado final. La canción de Big Room fue lanzada el 18 de octubre de 2016 como descarga gratuita. 
El 12 de noviembre de 2016, se lanzó la canción Heart Starts To Beat, que se produjo en colaboración con el dúo de DJ italiano Marnik. A mediados de diciembre de 2016, lanzaron un remix de la canción Setting Fires de The Chainsmokers. El 30 de diciembre de 2016 le siguió la canción No Sleep, que podría avanzó hasta el número 15 del Top 100 de Beatport. Otro remix llegó a Hey Baby de Dimitri Vegas & Like Mike y Diplo.
El dúo alcanzó el número 43 en la lista DJ Mag 2016.

### 2017: XX Files
En enero de 2017, Blasterjaxx hizo una aparición en el especial 300 del podcast de Hardwell "Hardwell On Air". En una entrevista allí, anunció su próximo sencillo Black Rose, cantada por Jonathan Mendelsohn, así como un proyecto más amplio, el resultado de la cual se anunció para marzo de 2017. Como esto resultó un EP titulado XX Files, cuyo primer sencillo Collide, que se incorpora la voz de David Spekter. Esta ya apareció el 18 de febrero de 2017 en tiendas de descargas seleccionadas a modo de sencillo promocional del EP, junto con otros sencillos como las canciones More con Mister Blonde representando su primera producción de Future bass, así como Black Rose. La publicación del EP fue el 10 de marzo de 2017. 
El 8 de mayo de 2017, la canción Savage apareció como el primer lanzamiento individual de su segunda parte de XX Files. El lanzamiento del EP tuvo lugar el 2 de junio de 2017 y lleva el subtítulo de "Festival Edition", que alude al estilo de las canciones contenidas en el EP. Además de una serie de nuevas producciones, también se incluyó la pista introducida en 2015, Neptune.
El 7 de julio de 2017, lanzaron las canciones IHNI (I Have No Idea) y Malefic como descarga gratuita como parte de un EP "Booster Pack". Este último se basa en una demo que data de 2015. 10 días después, el 17 de julio de 2017, apareció la canción de Big Room Temple. En agosto de 2017, seguido por una canción mucho más tranquila dieron a conocer All I Ever Wanted con el productor Tom Swoon.
En octubre y diciembre de 2017, el dúo lanzó la canción Bizarre con el cantante Uhre y Follow respectivamente. Constituyéndose como su segunda y tercera producción del género Future Bass. Poco tiempo después, lanzaron la canción Narco, una colaboración con Timmy Trumpet, con la que volvieron a la gran escena del Big Room.
Este mismo año los seguidores agradecieron la vuelta del dúo a sus producciones originales de Big Room posicionándoles en el número 36 del Top 100 DJ Mag.

## Ranking DJmag
| DJ          | 2013 | 2014 | 2015 | 2016 | 2017 | 2018 | 2019 | 2020 | 2021 | 2022 | 2023 | 2024 |
| ----------- | ---- | ---- | ---- | ---- | ---- | ---- | ---- | ---- | ---- | ---- | ---- | ---- |
| Blasterjaxx | 71°  | 13°  | 19°  | 43°  | 36°  | 37°  | 36°  | 70°  | 61°  | 52°  | 58°  | 106° |

## Ranking 1001 Tracklist
| DJ          | 2016 | 2017 |
| ----------- | ---- | ---- |
| Blasterjaxx | 44°  | 38°  |

## Discografía

### Álbumes de estudio
| Título      | Datos del álbum |
| ----------- | --- |
| Perspective | - Lanzamiento: 19/07/2019 - Discográfica: Maxximize Records, Warner Music Group - Formatos: Descarga Digital, CD físico |

### EP
| Título                                | Detalles del EP |
| ------------------------------------- | --- |
| Get Down / Dealer EP                  | - Lanzamiento: 18/12/2010 - Sello: Dutch Star Records - Formato: Descarga Digital - Canciones: Get Down, Dealer                                                                                                 |
| Reborn EP (con D-Rashid)              | - Lanzamiento: 03/12/2012 - Sello: Mixmash Records - Formato: Descarga Digital - Canciones: Reborn, Where We Go                                                                                                 |
| Koala EP                              | - Lanzamiento: 21/02/2013 - Sello: Mixmash Records - Formato: Descarga Digital - Canciones: Griffin, Koala, Miami                                                                                               |
| XX Files EP                           | - Lanzamiento: 10/03/2017 - Sello: Maxximize Records, Warner Music Group - Formato: Descarga Digital - Canciones: Collide, More, Black Rose, Double Lives, Demons Eyes, Neptune, Revelation, Nightfall          |
| XX Files EP (Festival Edition)        | - Lanzamiento: 02/06/2017 - Sello: Maxximize Records, Warner Music Group - Formato: Descarga Digital - Canciones: Savage, Seth, Do Or Die, Charge, Voodoo, 070, Thunderdrums                                    |
| Booster Pack EP                       | - Lanzamiento: 21/07/2017 - Sello: Maxximize Records - Formato: Descarga Digital - Canciones: IHNI, Malefic |
| IV                                    | - Lanzamiento: 27/11/2020 - Sello: Maxximize Records - Formato: Descarga Digital - Canciones: Rescue Me, Wild Ride, Zurna (con Zafrir), Rise Up                                                                 |
| Welcome to Mystica/Mystica: Chapter I | - Lanzamiento: 02/07/2021 - Sello: Maxximize Records - Formato: Descarga Digital - Canciones: Our World (con Daniele Sorrentino), Speaker Slayer, Flying Dutchman (con Zafrir), Liberty (con Heleen), Hard Rave |

### Sencillos
| Título                                                                      | Año  | Posición en la lista | Posición en la lista | Posición en la lista | Posición en la lista | Álbum |
| Título                                                                      | Año  | HOL                  | AUT                  | BEL                  | SUI                  | Álbum |
| --------------------------------------------------------------------------- | ---- | -------------------- | -------------------- | -------------------- | -------------------- | ----- |
| "Fifteen" (Hardwell Edit)                                                   | 2013 | —                    | —                    | 70                   | —                    |       |
| "Faith"                                                                     | 2013 | 71                   | —                    | —                    | 12                   |       |
| "Mystica"                                                                   | 2014 | —                    | 64                   | 79                   | —                    |       |
| "Legend Comes to Life"                                                      | 2014 | —                    | —                    | 143                  | —                    |       |
| "Forever" (feat. Courtney Jenae)                                            | 2015 | 73                   | —                    | —                    | —                    |       |
| "Ghost in the Machine" (con MOTi & Jonathan Mendelsohn)                     | 2015 | —                    | —                    | 86                   | —                    |       |
| "—" Denota que no entró en la lista o no fue publicado en dicho territorio. |      |                      |                      |                      |                      |       |

### Cronología
2010
- La Vaca [ Dutch Star Records ]
- Get Down [ Dutch Star Records ]
- Bambú (con Chaosz) [ Squeezemusic ]
- Kingston (con Royal Flavour) (FREE DOWNLOAD)
- Afrika (FREE DOWNLOAD)
- Like Thiz [ Squeezemusic ]

2011
- Blossom [ BMP! Recordings ]
- Dopenez Anthem (FREE DOWNLOAD)

2012
- Devotion (FREE DOWNLOAD)
- Toca Flute (con Carlos Barbosa) [ Moganga Records ]
- JAXX (FREE DOWNLOAD)
- Where We Go (con D-Rashid) [ Mixmash Records ]
- Reborn (con D-Rashid) [ Mixmash Records ]

2013
- Griffin [ Mixmash Records ]
- Miami [ Mixmash Records ]
- Rock Like This (con Dave Till) [ Smash the House ]
- Faith [ Powerhouse Music ]
- Puzzle (con Quintino) [ Doorn Records ]
- Fifteen (Hardwell Edit) [ Revealed Recordings ]
- Snake [ Dim Mak Records ]
- Koala [ Mixmash Records ]
- Loud & Proud (con Billy The Kit) [ Musical Freedom ]
- Bermuda (FREE DOWNLOAD)
- That Big (con Yves V) [ Spinnin Records ]

2014
- Mystica [ Revealed Recordings ]
- Titan (con Badd Dimes) [ Spinnin Records ]
- Mystica (WereWolf) [ Revealed Recordings ]
- Astronaut (con Ibranovski) [ Doorn Records ]
- Echo  [ Protocol Recordings ]
- Rocket (con W&W) [ Revealed Recordings ]
- Vision (FREE DOWNLOAD)
- Legend Comes to Life (LC2L) [ Mixmash Records ]
- Gravity [ Spinnin Records ]
- Lucky Number 13 (FREE DOWNLOAD)
- You Found Me (ft. Courtney Jenaé) [ Spinnin Records ]

2015
- Beautiful World (con DBSTF ft. Ryder) [ Revealed Recordings ]
- No Place Like Home (ft. Rosette) [ Ultra Records ]
- Forever (ft. Courtney Jenaé) [ Dim Mak Records ]
- Push Play (con Justin Prime) (FREE DOWNLOAD)
- Bowser (con W&W) [ Revealed Recordings ]
- Ghost in the Machine (con MOTi ft. Jonathan Mendelsohn) [ Spinnin Records ]
- Heartbreak [ Maxximize Records / Spinnin Records ]

2016
- Parnassia (con DBSTF) [ Maxximize Records / Spinnin Records ]
- Soldier (con Breathe Carolina ft. Tamra Keenan) [ Maxximize Records / Spinnin Records ]
- The Silmarillia [ Maxximize Records / Spinnin Records ]
- Hit Me (con DBSTF ft. Go Comet!) [ Maxximize Records / Spinnin Records ]
- Mad Hatter (FREE DOWNLOAD)
- Going Crazy (con Hardwell) [ Revealed Recordings ]
- Big Bird (Maxximize Records) [ Maxximize Records / Spinnin Records ]
- Insanity (con Dimitri Vegas & Like Mike) [ Smash the House ] (FREE DOWNLOAD)
- Heart Starts To Beat (con Marnik) [ Maxximize Records / Spinnin Records ]
- No Sleep [ Maxximize Records / Spinnin Records ]

2017
- Collide (ft. David Spekter) (XX Files EP) [ Maxximize Records ]
- More (ft. Mister Blonde)  (XX Files EP) [ Maxximize Records ]
- Black Rose (ft. Jonathan Mendelsohn)  (XX Files EP) [ Maxximize Records ]
- Double Lives  (XX Files EP) [ Maxximize Records ]
- Demons Eyes  (XX Files EP) [ Maxximize Records ]
- Neptune  (XX Files EP) [ Maxximize Records ]
- Revelation (ft. Haliene) (XX Files EP) [ Maxximize Records ]
- Nightfall  (XX Files EP) [ Maxximize Records ]
- Savage (XX Files EP [Festival Edition]) [ Maxximize Records ]
- Seth (XX Files EP [Festival Edition]) [ Maxximize Records ]
- Do Or Die (ft. Lara) (XX Files EP [Festival Edition]) [ Maxximize Records ]
- 070 (XX Files EP [Festival Edition]) [ Maxximize Records ]
- Voodoo (XX Files EP [Festival Edition]) [ Maxximize Records ]
- Charge (XX Files EP [Festival Edition]) [ Maxximize Records ]
- Thunderdrums (XX Files EP [Festival Edition]) [ Maxximize Records ]
- IHNI (Booster Pack EP) [ Maxximize Records ]
- Malefic (Booster Pack EP) [ Maxximize Records ]
- Temple [ Maxximize Records / Spinnin Records ]
- All I Ever Wanted (con Tom Swoon) [ Maxximize Records / Spinnin Records ]
- Bizarre (ft. Uhre) [ Maxximize Records / Spinnin Records ]
- Narco (con Timmy Trumpet) [ Maxximize Records / Spinnin Records ]
- Follow [ Maxximize Records / Spinnin Records ]

2018
- Phoenix (con Olly James) [ Maxximize Records / Spinnin Records ]
- 1 Second [ Maxximize Records / Spinnin Records ]
- Rio [ Maxximize Records / Spinnin Records ]
- Switch (con Bassjackers) [ Maxximize Records / Spinnin Records ]
- Bigroom Never Dies (con Hardwell ft. Mitch Crown) [ Revealed Recordings ]

2019
- Super Friends (ft. Jack Wilby)  (Perspective - The Album) [ Maxximize Records / Spinnin Records ]
- Children Of Today  (Perspective - The Album) [ Maxximize Records / Spinnin Records ]
- Let The Music Take Control (con W&W) (Perspective - The Album) [ Maxximize Records / Rave Culture ]
- Never Be Lonely (ft. Envy Monroe) (Perspective - The Album) [ Maxximize Records / Spinnin Records ]
- Wonderful Together (con DBSTF ft. Envy Monroe) (Perspective - The Album) [ Maxximize Records / Spinnin Records ]
- Hide Away (ft. Envy Monroe) (Perspective - The Album) [ Maxximize Records / Spinnin Records ]
- Music Is Our Religion (Perspective - The Album) [ Maxximize Records / Spinnin Records ]
- Alice's Story (Perspective - The Album) [ Maxximize Records / Spinnin Records ]
- Blast Off (Perspective - The Album) [ Maxximize Records / Spinnin Records ]
- Fire (ft. Forester) (Perspective - The Album) [ Maxximize Records / Spinnin Records ]
- Royal Beluga (Perspective - The Album) [ Maxximize Records / Spinnin Records ]
- Taking Over (con KEVU) (Perspective - The Album) [ Maxximize Records / Spinnin Records ]
- United (ft. Ziya) (Perspective - The Album) [ Maxximize Records / Spinnin Records ]
- Afterlife (Perspective - The Album) [ Maxximize Records / Spinnin Records ]
- Other Side (ft. Drew Ryn) (Perspective - The Album) [ Maxximize Records / Spinnin Records ]
- Our Luck (con Frontliner) (Perspective - The Album) [ Maxximize Records / Spinnin Records ]
- Wake Up (ft. Josie) (Perspective - The Album) [ Maxximize Records / Spinnin Records ]
- Better (Perspective - The Album) [ Maxximize Records / Spinnin Records ]
- Children Of Today (Festival Mix) (Perspective - The Album) [ Maxximize Records / Spinnin Records ]
- Blackout [ Maxximize Records / Spinnin Records ]
- Monster (ft. Junior Funke) [ Maxximize Records / Spinnin Records ]
- Life Is Music (con Olly James) [ Maxximize Records / Spinnin Records ]

2020
- MTHRFCKR [ Maxximize Records / Spinnin Records ]
- Party All Week (con Jamez) [ Maxximize Records / Spinnin Records ]
- Alive (con ASCO ft. Norah B.)[ Maxximize Records / Spinnin Records ]
- Phantasia [ Maxximize Records / Spinnin Records ]
- Tarzan (con Armin van Buuren) [ Armada Music / Armind ]
- One More Smile (con Shiah Maisel) [ Maxximize Records / Spinnin Records ]
- Legion [ Maxximize Records / Spinnin Records ]
- Rescue Me (ft. Amanda Collis) (IV) [ Maxximize Records / Spinnin Records ]
- Wild Ride (ft. Henao) (IV) [ Maxximize Records / Spinnin Records ]
- Zurna (con Zafrir) (IV) [ Maxximize Records / Spinnin Records ]
- Rise Up (IV) [ Maxximize Records / Spinnin Records ]
- Jingle Bell Rock (con Tony Junior) [Home Alone On The Night Before Christmas EP] [ Smash the House ]
- Bodytalk (STFU) (con Raven & Kreyn) [ Maxximize Records / Spinnin Records ]

2021
- Boothaus ID (con Hardwell, bajo el alias "Jaxxwell") [ Revealed Recordings ]
- Golden (con Gabry Ponte ft. RIELL) [ Maxximize Records / Spinnin Records ]
- Symphony (con Jebroer) [ Maxximize Records / Spinnin Records ]
- Here Without You (con Dr Phunk) [ Maxximize Records / Spinnin Records ]
- Rulers Of The Night (10 Years) (ft. RIELL) [ Maxximize Records / Spinnin Records ]
- Make It Out Alive (ft. Jonathan Mendelsohn) [ LMG Outfly ]
- Dreams (con Mariana BO ft. LUISAH) [ Maxximize Records / Spinnin Records ]
- Our World (ft. Daniele Sorrentino) (Welcome To Mystica / Mystica: Chapter 1) [ Maxximize Records / Spinnin Records ]
- Speaker Slayer (Welcome To Mystica / Mystica: Chapter 1) [ Maxximize Records / Spinnin Records ]
- Flying Dutchman (con Zafrir) (Welcome To Mystica / Mystica: Chapter 1) [ Maxximize Records / Spinnin Records ]
- Liberty (ft. Heleen) (Welcome To Mystica / Mystica: Chapter 1) [ Maxximize Records / Spinnin Records ]
- Hard Rave (Welcome To Mystica / Mystica: Chapter 1) [ Maxximize Records / Spinnin Records ]
- Unchained (con KEVU) [ Rave Culture ]
- Breath Again (con Blackcode ft. Robbie Rosen) [ Maxximize Records / Spinnin Records ]
- Bassman (con Harris & Ford) [ Maxximize Records / Spinnin Records ]
- Insomniacs (con Dr Phunk ft. Maikki) [ Maxximize Records / Spinnin Records ]
- Saga (ft. Junior Funke) [ Maxximize Records / Spinnin Records ]
- Moonlight Sonata Festival I (Sonata No.14 "Moonlight" in C-Sharp Minor, Op.27 No.2: I Adagio Sostenuto) [ Maxximize Records / Spinnin Records ]
- Squid Play (con Cuebrick) [ Maxximize Records / Spinnin Records ]
- Dynamite (Bigroom Nation) (con W&W) [ Rave Culture ]
- God Mode (con RIELL) (Mystica: Chapter 2) [ Maxximize Records / Spinnin Records ]
- Frozen Fire (Mystica: Chapter 2) [ Maxximize Records / Spinnin Records ]
- The Crown (ft. Melissa Bonny) (Mystica: Chapter 2) [ Maxximize Records / Spinnin Records ]
- Braveheart (Mystica: Chapter 2) [ Maxximize Records / Spinnin Records ]
- Rabbit Hole (con Raven & Kreyn) (Mystica: Chapter 2) [ Maxximize Records / Spinnin Records ]
- Shadows (con Hollywood Undead) [ Maxximize Records / Spinnin Records ]

2022
- Burn It To The Ground (ft. Jay Mason) [ Maxximize Records / Spinnin Records ]
- Hasta La Vista (con Gabry Ponte) [ Spinnin Records ]
- Chupa (con Sevenn) [ Maxximize Records / Spinnin Records ]
- Hurricane (con Prezioso y LIZOT ft. SHIBUI) [ Spinnin Records ]
- Brutal (con LNY TNZ ft. Jones Suave & Jex) [ Maxximize Records / Spinnin Records ]
- The Devil's Holding On (ft. Diandra Faye) [ Maxximize Records / Spinnin Records ]
- Purpose (con Maddix) [ Maxximize Records / Spinnin Records ]
- Superman (con Armin van Buuren ft. 24h) [ Armada Music / Armind ]
- Stay (con Marnik y LUNAX) [ Maxximize Records / Spinnin Records ]
- Out The Sky (con BEAUZ) [ Maxximize Records / Spinnin Records ]
- Wasabi (con Da Tweekaz ft. Maikki) [ Dirty Workz ]
- Summer Jams (con Henri PFR y Jay Mason) [ Spinnin Records ]
- He's A Pirate [ Maxximize Records / Spinnin Records ]
- Holy Water (ft. Maikki) [ Maxximize Records / Spinnin Records ]
- Boten Anna [The Crystal Waters] [ Smash the House ]
- So High (con Le Shuuk ft. Crooked Bangs) [ Maxximize Records / Spinnin Records ]

2023
- Alice in Wonderland (con Hard Lights y DJ Soda) [ Maxximize Records / Spinnin Records ]
- Elegibo (Uma Historia De Ifa) (con Paolo Pellegrino y Mildenhaus) [ WE NEXT ]
- La Bomba (con Armin van Buuren) [ Armada Music / Armind ]
- Money On My Mind (con Sofiloud) [ Spinnin Records ]
- Gabber Style (con NIVIRO) [ Maxximize Records / Spinnin Records ]
- Nasty (con 3 Are Legend) [ Epic Amsterdam / Smash The House ]
- Coconut (con Prezioso y GRY) [ Spinnin Records ]
- Warriors (con GISHIN y The Way) [ Maxximize Records / Spinnin Records ]
- New Generation (con LePrince) [ Maxximize Records / Spinnin Records ]
- Guns Out [ Maxximize Records / Spinnin Records ]
- Spirits (con RIELL) [ Maxximize Records / Spinnin Records ]
- Party With The Cops (con Neptunica ft. Haley Maze) [ Maxximize Records / Spinnin Records ]

2024
- Jolene (con POLTERGST y ILSE) [ Spinnin Records ]
- BASS DON'T LIE (con Luciana) [ Maxximize Records / Spinnin Records ]
- Midnight (con SAYMYNITTI) [ Maxximize Records / Spinnin Records ]
- 16 (con Hardwell & Maddix)  [ Revealed Recordings ]
- JUMP AND RAVE [ Maxximize Records / Spinnin Records ]
- Feel The Bass (con Lockdown y Vion Konger) [ Maxximize Records / Spinnin Records ]
- Crush Me Down (con Naeleck y 3rd Wall) [ Maxximize Records / Spinnin Records ]
- F#CK THE DJ [ Maxximize Records / Spinnin Records ]
- SHADY (con Prezioso) [ Maxximize Records / Spinnin Records ]
- Time To Say Goodbye (con Timmy Trumpet) [ Maxximize Records / Spinnin Records ]
- Now We Are Free (con Gabry Ponte) [ Maxximize Records / Spinnin Records ]
- Dark Days (con Harris & Ford) [ Maxximize Records / Spinnin Records ]

2025
- Changes (con Kickbait) [ Maxximize Records / Spinnin Records ]
- Candy [ Maxximize Records / Spinnin Records ]
- Survivor [ Maxximize Records / Spinnin Records ]
- We Own The Night (con Timmy Trunpet) [ Maxximize Records / Spinnin Records ]
- Together As One (con Brennan Heart) [ Maxximize Records / Spinnin Records ]
- The Power Of Love [ Maxximize Records / Spinnin Records ]
- Beat Of The Drum (con Hardwell) [ Revealed Recordings ]

### Remixes, Bootlegs & Edits
2010
- Corbino - La Música (Blasterjaxx Remix)

2011
- Merlin Milles - Take A Bow (Blasterjaxx Remix)
- Carlos Barbosa - Come On (Blasterjaxx Remix)
- Martin Solveig – Hello (Blasterjaxx Dutch Afro Remix)
- Rob Boskamp – Born To Do This (Blasterjaxx Remix)

2012
- Steve Aoki & Angger Dimas vs. Dimitri Vegas & Like Mike - Phat Brahms (Blasterjaxx Bootleg)
- D-Rashid ft. Tyrah Morena - Seu Amigo (Blasterjaxx Remix)
- Junior Rodgers ft. Jemell - Touch Your Fire (Blasterjaxx Remix)

2013
- Tom Staar - Kingdom (Blasterjaxx Remix)
- Tiësto ft. BT - Love Comes Again (Blasterjaxx Remix)
- Billy The Kit ft. Nathan Duvall - Burn It Down (Blasterjaxx Remix)
- Mind Electric - Scream (Blasterjaxx Remix)
- Tiësto - Adagio For Strings (Blasterjaxx Remix)
- Quintino & Álvaro - World In Our Hands (Blasterjaxx Remix)
- Junior Rodgers - Vamos De Rumba (Blasterjaxx Remix)
- Tiësto, Quintino & Álvaro - United (Ultra Music Festival Anthem) (Tiësto & Blasterjaxx Remix)
- Laidback Luke & Dimitri Vegas & Like Mike - More (Blasterjaxx Remix)
- Manuel Galey - Show Me (Blasterjaxx Remix)
- DVBBS & Borgeous - Tsunami (Blasterjaxx Remix)
- Pascal & Pearce ft. LCNVL - Desperado (Blasterjaxx Remix)
- Kato & Safri Duo ft. Bjornskov - Dimitto (Let Go) (Blasterjaxx Remix)
- Afrojack ft. Spree Wilson - The Spark (Blasterjaxx Remix)

2014
- Ayumi Hamasaki - Feel The Love (Blasterjaxx Instrumental Mix)
- Armin van Buuren - Save My Night (Blasterjaxx Remix)
- David Guetta ft. Sam Martin - Lovers on the Sun (Blasterjaxx Remix)
- Jack Eye Jones - Far East (Blasterjaxx Remix)

2015
- Carly Rae Jepsen - I Really Like You (Blasterjaxx Remix)

2016
- BOOSTEDKIDS - Get Ready! (Blasterjaxx Edit)
- Steve Aoki ft. Sherry St. Germain - Heaven On Earth (Blasterjaxx Remix)
- Nytrix ft. Dev - Electric Walk (Blasterjaxx Remix)
- Tritonal ft. Chris Ramos & Shanahan - This Is Love (Blasterjaxx Remix)
- Krewella - Marching On (Blasterjaxx Remix)
- Daddy Yankee - Gasolina (Blasterjaxx Bootleg)
- Dimitri Vegas & Like Mike & Blasterjaxx - Insanity (Blasterjaxx Closing Edit)
- The Chainsmokers ft. XYLØ  - Setting Fires (Blasterjaxx Remix)

2017
- Dimitri Vegas & Like Mike vs. Diplo ft. Deb's Daughter - Hey Baby (Blasterjaxx Remix)
- Kraantje Pappie - Pompen (Blasterjaxx Remix)
- Maeva Carter - Life Is Short (Blasterjaxx Remix) [ Maxximize Records ]
- Crystal Lake - Roots (Blasterjaxx Edit) [ Maxximize Records / Spinnin Records ]
- Daddy Yankee - Shaky Shaky (Blasterjaxx Bootleg)
- Wasback & D3FAI - Flight 49 (Blasterjaxx Edit) [ Maxximize Records / Spinnin Records ]
- Blasterjaxx ft. Jonathan Mendelsohn - Black Rose (Blasterjaxx Psy Trance Edit)

2018
- Vigiland - Be Your Friend (Blasterjaxx Remix)

2019
- Armin van Buuren - Lifting You Higher (ASOT 900 Anthem) [Blasterjaxx Remix]

2020
- Armin van Buuren - Million Voices (Blasterjaxx Remix)
- Blasterjaxx & Shiah Maisel - One More Smile (Blasterjaxx Arena Mix) [ Maxximize Records / Spinnin Records ]

2021
- Moonlight Sonata Festival I (Sonata No.14 "Moonlight" in C-Sharp Minor, Op.27 No.2: I Adagio Sostenuto) [Beethoven Remixed] [Lanzamiento exclusivo Deezer] [ Maxximize Records / Spinnin Records ]
- Tungevaag feat. Kid Ink - Ride With Me (Blasterjaxx & Tungevaag Remix) [ Spinnin Records ]

2022
- Blasterjaxx x Prezioso x LIZOT feat. SHIBUI - Hurricane (Festival Mix) [ Maxximize Records / Spinnin Records ]

## Futuros lanzamientos
| Año  | Canción                 | Colaboración     | Sello discográfico              | Comentario                                                                                           |
| ---- | ----------------------- | ---------------- | ------------------------------- | --- |
| 2021 | ID (Instrumental Mix)   |                  | Maxximize Records               | Tocada en Water Tower Set                                                                            |
| 2021 | Face Down Ass Up (FDAU) | Jaxx & Vega      | Maxximize Records               | Tocada en Blasterjaxx DJ Set Moon Dance                                                              |
| 2020 | Gucci LV                |                  | Maxximize Records               | Tocada en Blasterjaxx United We Stand                                                                |
| 2020 | ID (Memories)           | Olly James       | Maxximize Records               | Tocada en Blasterjaxx United We Stand                                                                |
| 2020 | Bigroom Is Back         | Sandro Silva     | Maxximize Records               | Tocada en UMF 18 en el mashup de Antidote y la colaboración fue confirmada por Sandro Silva este año |
| 2019 | ID                      |                  | Maxximize Records               | Tocada en Rave Culture ADE                                                                           |
| 2019 | ID                      |                  | Maxximize Records               | Tocada en Rave Culture ADE                                                                           |
| 2018 | ID                      | REGGIO           | Maxximize Records               | Confirmado en el Q&A que hicieron en Youtube                                                         |
| 2018 | ID                      | Steve Aoki       | Maxximize Records / Dim Mak     | Confirmado en Instagram                                                                              |
| 2018 | ID (Psycho)             | KEVU             | Maxximize Records               | UMF Miami 2018                                                                                       |
| 2018 | Embrace                 |                  | Maxximize Records               | UMF Miami 2018                                                                                       |
| 2018 | ID                      | Sick Individuals | Maxximize Records               | Confirmado en Instagram Stories                                                                      |
| 2018 | ID                      |                  | Maxximize Records               | Confirmado en Instagram Stories                                                                      |
| 2017 | ID                      | Julian Jordan    | Maxximize Records / STMPD RCRDS | Confirmado en Instagram                                                                              |
| 2017 | ID                      |                  | Maxximize Records               | SLAM! Mix Marathon (Ziggo Dome Amsterdam, ADE)                                                       |
| 2017 | Jaxxinator              |                  | Maxximize Records               | SLAM! Mix Marathon (Ziggo Dome Amsterdam, ADE)'                                                      |
| 2017 | Psy Flute               |                  | Maxximize Records               | SLAM! Mix Marathon (Ziggo Dome Amsterdam, ADE)                                                       |
| 2017 | Ritual                  |                  | Maxximize Records               | Tocado en Portugal 2017                                                                              |
| 2017 | Phantom                 |                  | Maxximize Records               | Tocada en Portugal 2017                                                                              |
| 2017 | Moonfire                |                  | Maxximize Records               | HOA 300                                                                                              |
| 2016 | ID                      |                  | Maxximize Records               | Tomorrowland 2016                                                                                    |
| 2016 | ID                      |                  | Maxximize Records               | Tomorrowland 2016                                                                                    |
| 2016 | ID                      |                  | Maxximize Records               | Tomorrowland 2016                                                                                    |
| 2016 | ID                      |                  | Maxximize Records               | Tomorrowland 2016                                                                                    |
| 2016 | ID                      |                  | Maxximize Records               | Tomorrowland 2016                                                                                    |
| 2016 | ID                      |                  | Maxximize Records               | SLAM! FM Mix 2016                                                                                    |
| 2015 | Atlantis Electrique     |                  | Maxximize Records               | UMF Croatia 2015                                                                                     |
| 2015 | ID                      |                  | Maxximize Records               | Ultra Europe 2015                                                                                    |
| 2015 | Eternal Love            |                  | Maxximize Records               | SLAM! FM Mix 2015                                                                                    |
| 2015 | Crash It                |                  | Maxximize Records               | EDC NY 2015                                                                                          |
| 2014 | ID                      |                  | Maxximize Records               | EDC Las Vegas 2014                                                                                   |
| 2014 | ID                      |                  | Maxximize Records               | EDC Las Vegas 2014                                                                                   |
| 2014 | ID                      |                  | Maxximize Records               | UMF Miami 2014                                                                                       |
| 2014 | ID                      |                  | Maxximize Records               | UMF Miami 2014                                                                                       |

### Sin Lanzamiento Oficial
| Año  | Canción                        | Colaboración  | Sello discográfico  | Reproducida en           | Comentario |
| ---- | ------------------------------ | ------------- | ------------------- | ------------------------ | --- |
| 2014 | Shot                           |               | Maxximize Records   | UMF 2014                 | No será lanzado, confirmado por Blasterjaxx en diversos Q&A. |
| 2015 | Spartan                        |               | Maxximize Records   | UMF Miami 2015           | Tema co-producido por Justin Prime, finalmente terminado y lanzado por Vito Mendez bajo el título "Predator." |
| 2016 | Paella                         |               | Maxximize Records   | MOA 100 y UMF Miami 2015 | No será lanzado, confirmado por Blasterjaxx en diversos Q&A. |
| 2016 | ThunderDrums (Primera versión) |               | Maxximize Records   | Maxximize On Air         | Solo sirvió como un prototipo. |
| 2017 | ID                             | Hardwell      | Revealed Recordings | Bootshaus 2017           | Confirmado en 2018 que no saldría en favor de "Bigroom Never Dies", pero recientemente anunciado que verá la luz en 2021 en otro Q&A en Instagram. Ya lanzada como "Bootshaus ID" bajo el alias de "Jaxxwell" el 01/01/2021. |
| 2017 | Gotham                         |               | Maxximize Records   | Spinnin' Records HQ      | Confirmado en un Q&A en Instagram que no sería lanzado, salvo que la idea se reutilice en otra canción. |
| 2017 | Black Swan o Swan Lake         |               | Maxximize Records   | Slam! DJ Set Ziggo Dome  | Confirmado en el United We Stand Livestream que era una canción hecha especificamente para livesets, y no pensada para ser lanzamiento.                                                                                      |
| 2018 | ID (Nuke)                      | Bart Claessen | Maxximize Records   | Maxximize On Air 74      | No lanzado debido a copyright en la melodía principal, confirmado en un Q&A que hicieron en YouTube. |

### Remixes, Bootlegs & Edits sin fecha de lanzamiento Oficial
- Avicii ft. Agnes & Vargas & Lagola - Tough Love (Blasterjaxx Bootleg)
- 3 Doors Down - Kryptonite (Blasterjaxx Bootleg)
- Armin van Buuren pres. Perpetuous Dreamer - The Sound Of Goodbye (Blasterjaxx Remix)
- Axwell - Barricade (Blasterjaxx Bootleg)
- Axwell Λ Ingrosso ft. Kristoffer Fogelmark - More Than You Know (Blasterjaxx Bootleg)
- Bee Gees - Stayin' Alive (Blasterjaxx Bootleg)
- Bon Jovi - It's My Life (Blasterjaxx Remix)
- Camila Cabello - Crying In The Club (Blasterjaxx Bootleg)
- David Guetta ft. Chris Willis - Love Don't Let Me Go (Blasterjaxx Bootleg)
- DJ Rolando - Jaguar (Blasterjaxx Bootleg)
- Eminem - Lose Yourself (Blasterjaxx Bootleg)
- Faithless - We Come One (Blasterjaxx Remix)
- Hardwell & Chuckie ft. Ambush - Move It 2 The Drum (Blasterjaxx Remix)
- Inna - Hot (Blasterjaxx Remix)
- J Balvin & Willy William - Mi gente (Blasterjaxx Bootleg)
- KRS-One - Sound Of Da Police (Blasterjaxx Bootleg)
- Linkin Park - Castle of Glass (Blasterjaxx Bootleg)
- Linkin Park - In the End (Blasterjaxx Bootleg)
- Lloyd Banks ft. Juelz Santana - Beamer, Benz Or Bentley (Blasterjaxx Bootleg)
- Milk Inc. - Wicked Game (Blasterjaxx Bootleg)
- The Weeknd ft. Daft Punk - Starboy (Blasterjaxx Bootleg)
- Tonite Only - Haters Gonna Hate (Blasterjaxx Bootleg)
- Twenty One Pilots - Heathens (Blasterjaxx Bootleg)
- Willy William - Ego (Blasterjaxx Remix)
- JOOP - The Future (Alex Ender 2017 Remix) (Blasterjaxx Edit)
- DBSTF - BUMP (Blasterjaxx Blastersmash)
- DBSTF - Afreaka (Blasterjaxx Blastersmash)
- 20 Fingers ft. Roula - Lick It (Blasterjaxx Bootleg)
- Modjo - Lady (Hear Me Tonight) (Blasterjaxx Bootleg)
- Eric Prydz - Pjanoo (Blasterjaxx Bootleg)